# Arena Fernando Buesa
A Arena Fernando Buesa é um ginásio de esportes localizado em Vitoria-Gasteiz, País Basco, Espanha. É usado principalmente para realizar-se partidas de basquete e é a onde o Saski Baskonia disputa seus jogos como mandante.

## História
A história e a evolução deste recinto está intrinsecamente ligada ao uso primordial do local, ao clube de basquetebol Saski Baskonia da  Liga ACB.
A capacidade da arena para partidas de basquetebol é de 15.504 espectadores. Esforços foram realizados para incrementar de 9.923 para 15.504 espectadores entre março de 2011 e Abril de 2012.
O recorde de público aferido na Arena Fernando Buesa foi em partida contra o  Real Madrid em 3 de janeiro de 2016 com 15.544 espectadores.

## Maiores eventos
A arena sediou em 1996 a final da Copa Saporta, na conquista do Saski Baskonia e também sediou as finais da Eurocup de 2010.
A Copa do Rei foi disputada em quatro ocasiões na arena (2000, 2002, 2008 e 2013).
A arena em 2014 sediou o Euskalgym, que é um dos maiores eventos de ginástica rítmica do mundo.

## Histórico de Público
A lista que segue registra o público de partidas da Liga e da Euroliga na Arena Fernando Buesa após sua expansão ser completada.
| Liga ACB  | Liga ACB | Liga ACB | Liga ACB | Liga ACB | Euroliga  | Euroliga                             | Euroliga                             | Euroliga                             | Euroliga                             |
| Temporada | Total    | Maior    | Menor    | Média    | Temporada | Total                                | Maior                                | Menor                                | Média                                |
| --------- | -------- | -------- | -------- | -------- | --------- | ------------------------------------ | ------------------------------------ | ------------------------------------ | ------------------------------------ |
| 2011–12   | 94,038   | 15,504   | 10,512   | 13,434   | 2011–12   | Partidas disputadas na Iradier Arena | Partidas disputadas na Iradier Arena | Partidas disputadas na Iradier Arena | Partidas disputadas na Iradier Arena |
| 2012–13   | 189,449  | 14,381   | 7,143    | 9,971    | 2012–13   | 168,416                              | 15,068                               | 9,936                                | 12,030                               |
| 2013–14   | 165,412  | 14,623   | 6,824    | 9,190    | 2013–14   | 128,106                              | 14,196                               | 8,246                                | 10,676                               |
| 2014–15   | 160,517  | 11,246   | 7,812    | 8,918    | 2014–15   | 117,882                              | 12,619                               | 7,689                                | 9,824                                |
| 2015–16   | 208,276  | 15,544   | 6,729    | 9,918    | 2015–16   | 153,265                              | 13,964                               | 8,366                                | 10,948                               |

## Galeria

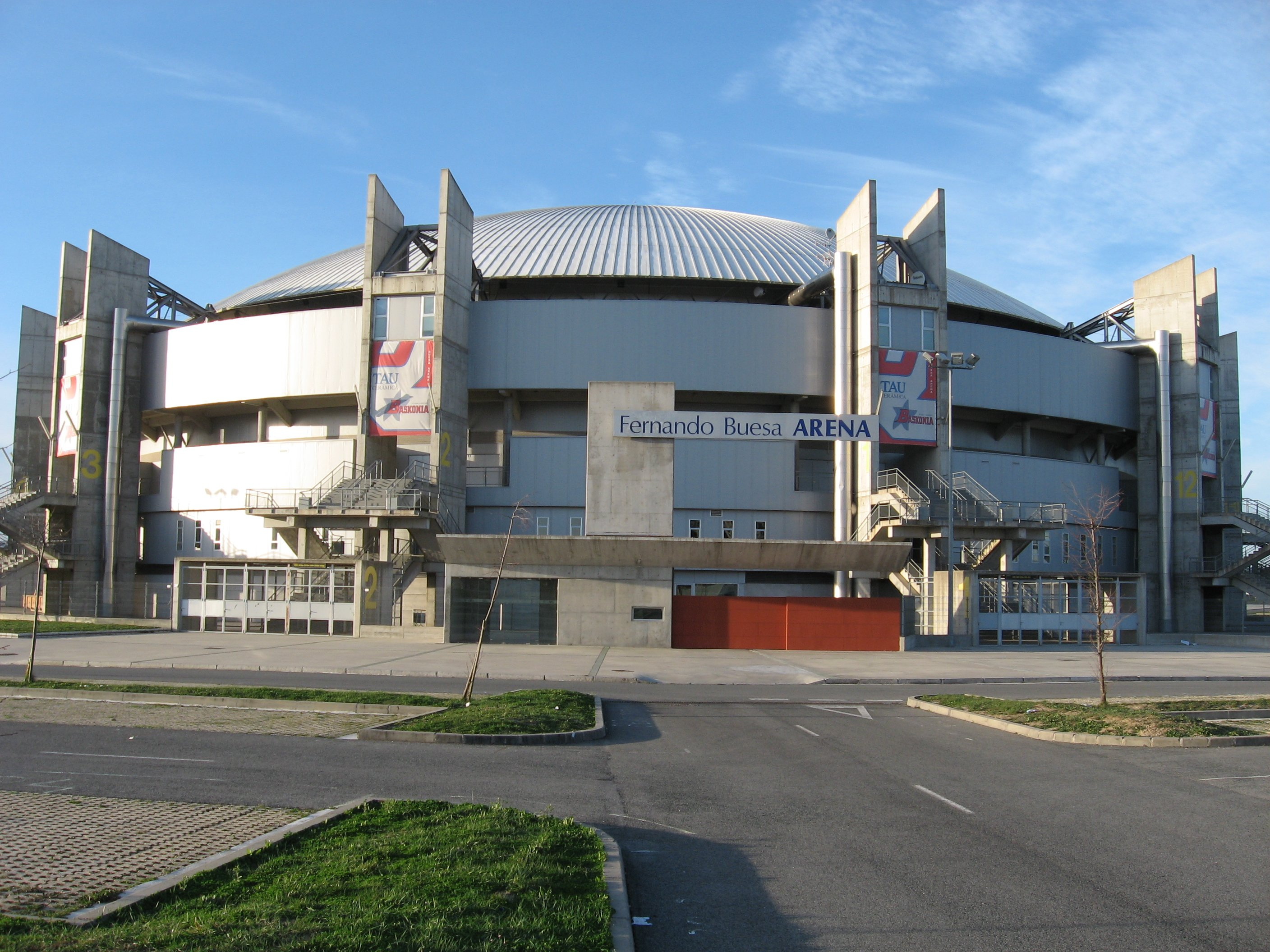
Arena Buesa em 2007
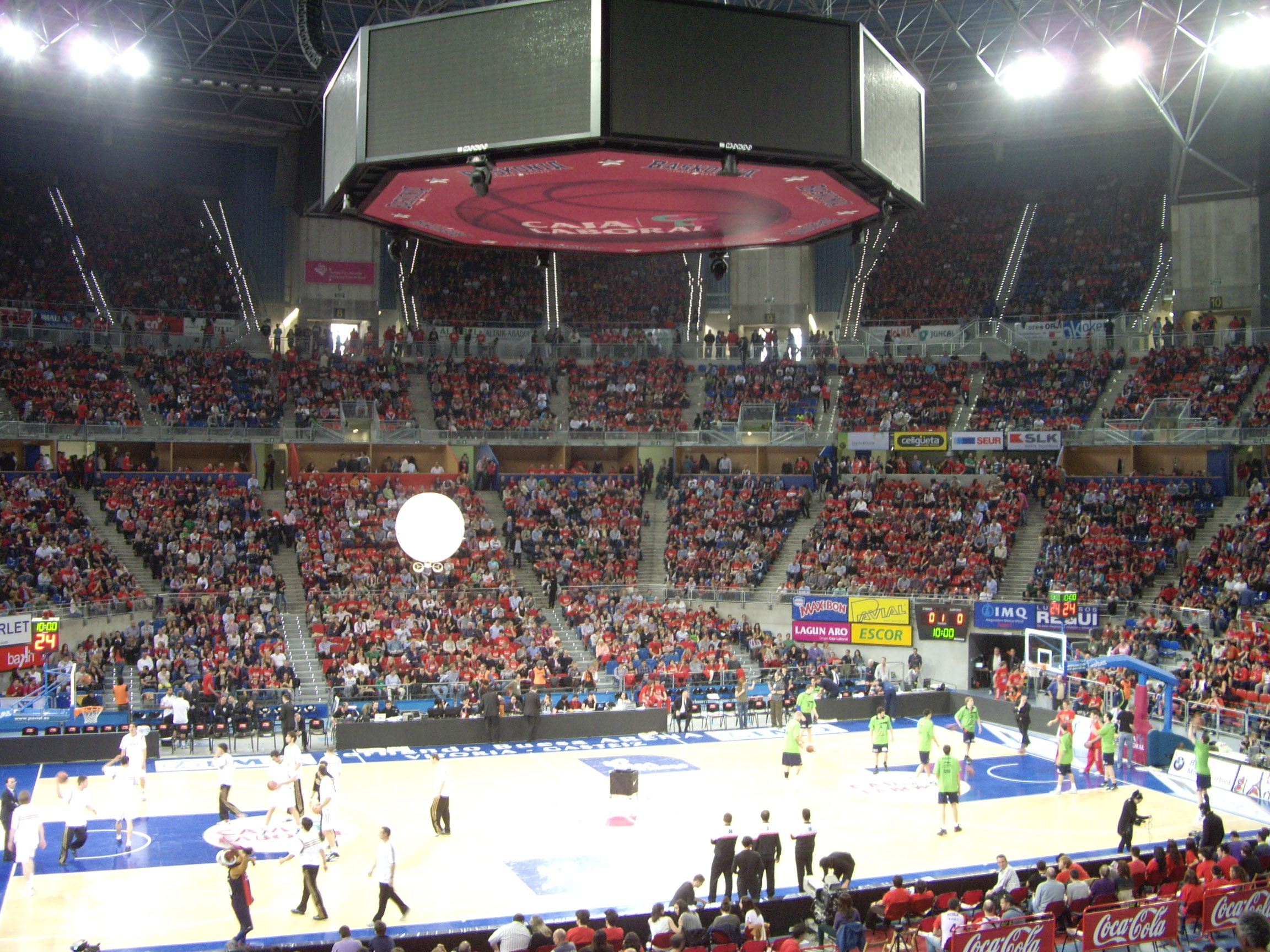
Arena Fernando Buesa na noite do recorde de público